# جمهوری سوسیالیستی خودمختار تاجیکستان شوروی
جمهوری خودمختار سوسیالیستی شوروی تاجیکستان (به خط تاجیکی: جمهوريت اجتماعی شوروى مختار تاجيكستان / Çumhūrijati Sūsiolistiji Şūraviji Muxtori Toçikston / Ҷумҳурии Мухтори Шӯравии Сотсиалистии Тоҷикистон) یا جمهوری خودمختار تاجیکستان (به خط تاجیکی: جاشم تاجيكستان / ÇSŞM Toçikston) یک جمهوری خودمختار سوسیالیستی شوروی در جمهوری شوروی سوسیالیستی ازبکستان بود.

## تاریخچه
در چهاردهم اکتبر هزار و نهصد و بیست و چهار، پس از تصمیم به تقسیم جمهوری خودمختار سوسیالیستی شوروی ترکستان و جمهوری سوسیالیستی شوروی بخارا، دومین جلسه کمیته اجرایی مرکزی اتحاد جماهیر شوروی مصوبه‌ای را در مورد تقسیمات ملی-سرزمینی آسیای میانه و تشکیل جمهوری سوسیالیستی شوروی ترکمنستان، جمهوری سوسیالیستی شوروی ازبکستان، جمهوری خودمختار سوسیالیستی شوروی تاجیکستان در составе جمهوری سوسیالیستی شوروی ازبکستان، جمهوری خودمختار سوسیالیستی شوروی قزاقستان، استان خودمختار قره‌قرقیزستان و استان خودمختار قره‌قالپاقستان در составе جمهوری فدراتیو سوسیالیستی روسیه شوروی تصویب کرد. مناطق زیر به جمهوری خودمختار سوسیالیستی شوروی تاجیکستان ملحق شدند: ولایت‌های دوشنبه (حصاری)، قراتگین (یا گرمی، شامل درواز و ونج)، کولاب، قرغان‌تپه، پنجکنت (شامل ولسوالی فالگر)، اورا-تپه (شامل ولسوالی متچا) و ساری‌آسیا (استان).
در دوم ژانویه هزار و نهصد و بیست و پنج، استان خودمختار بدخشان کوهستانی تشکیل شد و به составе جمهوری خودمختار سوسیالیستی شوروی تاجیکستان درآمد. مساحت کل جمهوری خودمختار سوسیالیستی شوروی تاجیکستان ۱۳۵٬۶۲۰ کیلومتر مربع و جمعیت آن ۷۳۹٬۵۰۳ نفر بود. در عین حال، بیشتر تاجیک‌ها در خارج از جمهوری خودمختار سوسیالیستی شوروی تاجیکستان باقی ماندند (بیشتر در استان‌های سمرقند و بخارا و همچنین در ناحیه سرخون‌دریا در جمهوری سوسیالیستی شوروی ازبکستان).
در یکم دسامبر هزار و نهصد و بیست و شش، اولین کنگره شوراهای جمهوری خودمختار سوسیالیستی شوروی تاجیکستان در دوشنبه برگزار شد که در آن بیانیه‌های ملی کردن زمین، آب، منابع زیرزمینی و جنگل‌ها، بیانیه تشکیل جمهوری خودمختار سوسیالیستی شوروی تاجیکستان تصویب شد، کمیته انقلابی منحل و کمیته اجرایی مرکزی جمهوری خودمختار سوسیالیستی شوروی تاجیکستان و شورای کمیسرهای خلق تشکیل شدند.
در بیست و نهم آوریل هزار و نهصد و بیست و نه، دومین کنگره شوراهای جمهوری خودمختار سوسیالیستی شوروی تاجیکستان قانون اساسی (قانون اساسی) جمهوری را تصویب کرد. در شانزدهم اکتبر هزار و نهصد و بیست و نه، جمهوری خودمختار سوسیالیستی شوروی تاجیکستان به جمهوری سوسیالیستی شوروی تاجیکستان تغییر نام یافت. در پنجم دسامبر هزار و نهصد و بیست و نه، جمهوری سوسیالیستی شوروی تاجیکستان به عنوان یک جمهوری متحد به составе اتحاد جماهیر شوروی درآمد.

## جمعیت
بر اساس سرشماری سراسری جمعیت اتحاد جماهیر شوروی در سال ۱۹۲۶، جمعیت جمهوری خودمختار سوسیالیستی شوروی تاجیکستان ۸۲۷٬۲۰۰ نفر بود. در ترکیب ملی، تاجیک‌ها با ۶۱۷٬۱۲۵ نفر اکثریت داشتند. دومین گروه بزرگ ازبک‌ها با ۱۷۵٬۶۲۷ نفر بودند. پس از آنها قره‌قرقیزها (یعنی قرقیزهای امروزی) با ۱۱٬۴۱۰ نفر و روس‌ها با ۵٬۶۰۰ نفر قرار داشتند. همچنین تعداد کمی ترکمن، قزاق، تاتار و اوکراینی در جمهوری زندگی می‌کردند.

## تقسیمات اداری
در جمهوری خودمختار سوسیالیستی شوروی تاجیکستان، همان تقسیمات اداری جمهوری خلق شوروی بخارای سابق اعمال شد. این جمهوری به هشت ولایت (استان) تقسیم می‌شد و هر ولایت به تومن (در مجموع ۳۵ تومن در جمهوری خودمختار سوسیالیستی شوروی تاجیکستان) تقسیم می‌شد که معادل ولسوالی‌های جمهوری‌های ازبکستان یا ترکستان بود. تومن به کنت (جماعت‌های روستایی) تقسیم می‌شد. ولسوالی‌های شهرستان‌های سابق سمرقند و خجند بدون تغییر باقی ماندند.

### ولایت پنجکنت

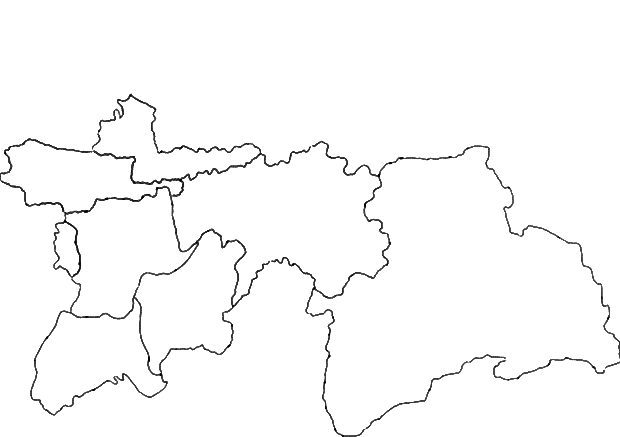
تقسیمات جمهوری خودمختار سوسیالیستی شوروی تاجیکستان

مساحت حدود ۸۱۵۰ ورست مربع. مرکز — پنجکنت (حدود ۳۱۴۰ نفر جمعیت در ۱۹۲۰). شامل شش ولسوالی (تومن): پنجکنت، افتو-بروئین، اسکندر، کشتوت، ماغیان-فاراب، فالگر.

### ولایت اورا-تپه
مساحت حدود ۵۲۵۰ ورست مربع. مرکز — اورا-تپه (حدود ۱۳۰۰۰ نفر جمعیت در ۱۹۲۳). شامل شش ولسوالی: اورا-تپه، غانچی، باسمننده، شهرستان، دالیان، متچا.

### ولایت دوشنبه
مساحت حدود ۱۰۰۰۰ ورست مربع. مرکز — دوشنبه، پایتخت جمهوری خودمختار سوسیالیستی شوروی تاجیکستان. این ولایت شامل بیک‌نشین‌های سابق حصار و بلجوان بود. شامل پنج تومن: دوشنبه، یاوان، یانگی‌بازار، فیض‌آباد، حصار.

### ولایت ساری‌آسیا
مساحت حدود ۱۱۰۰ ورست مربع. مرکز نامشخص (در سال ۱۹۲۵). این ولایت شامل مناطق رگار و قراتگین بود. به دو تومن تقسیم می‌شد: ساری‌آسیا، قراتگین.

### ولایت قرغان‌تپه
مساحت حدود ۸۳۰۰ ورست مربع. مرکز — روستای جیلی‌کول. این ولایت شامل بیک‌نشین‌های سابق کابادین و قرغان‌تپه بود. شامل چهار تومن: قرغان‌تپه، سرای‌کمر، قبادیان، جیلی‌کول.

### ولایت گرم
مساحت حدود ۲۶۸۰۰ ورست مربع. مرکز — گرم. این ولایت شامل بیک‌نشین‌های سابق قراتگین و درواز بود. شامل شش تومن: گرم، قلعه‌لبی‌آب، آب‌گرم، درواز، خدا، ونج.

### ولایت کولاب
مساحت حدود ۱۰۶۰۰ ورست مربع. مرکز — کولاب. این ولایت شامل بیک‌نشین‌های سابق بلجوان و کولاب بود. شامل چهار تومن: کولاب، مؤمن‌آباد، خاولینگ، بلجوان.

### ولایت خودمختار بدخشان کوهستانی
مساحت حدود ۵۰۰۰۰ ورست مربع. مرکز — پاسگاه خاروغ. این ولایت شامل بیک‌نشین‌های سابق روشان، شغنان و همچنین مناطق اشکاشم و پامیر شرقی بود. شامل شش تومن: پامیر، واخان، اشکاشم، شغنان، بارتنگ، روشان.

## نمادهای رسمی

### پرچم
مطابق مصوبه هیئت رئیسه کمیته اجرایی مرکزی جمهوری خودمختار سوسیالیستی شوروی تاجیکستان از بیست و سوم فوریه هزار و نهصد و بیست و نه، پرچم دولتی جمهوری خودمختار سوسیالیستی شوروی تاجیکستان یک پارچه قرمز (اسکارلت) بود که در سمت چپ آن در گوشه نزدیک به میله، نشان دولتی جمهوری خودمختار سوسیالیستی شوروی تاجیکستان نقش بسته بود.
|                                                                     |                                                             |
| پرچم جمهوری خودمختار سوسیالیستی شوروی تاجیکستان در سال‌های ۱۹۲۴–۱۹۲۹ | پرچم جمهوری خودمختار سوسیالیستی شوروی تاجیکستان در سال ۱۹۲۹ |

### نشان
نشان دولتی جمهوری خودمختار سوسیالیستی شوروی تاجیکستان از داس (داس تاجیکی) و چکش طلایی تشکیل شده بود که به صورت ضربدری با دسته‌های رو به پایین قرار گرفته و در پرتوهای خورشید طلایی احاطه شده با تاجی از خوشه‌های گندم در سمت راست و شاخه پنبه با غوزه‌های باز در سمت چپ بر روی زمینه نارنجی قرار داشتند. در پایین، نوشته‌ای به زبان روسی: «پرولتاریای همه کشورها، متحد شوید!» وجود داشت. در بالا، نوشته‌ای به زبان تاجیکی با خط فارسی: «پرولتارهای همۀ جهان یک شوید» («پرولتاریای همه کشورها، متحد شوید!»).
نوع دوم نشان جمهوری خودمختار سوسیالیستی شوروی تاجیکستان به این شکل به تصویر کشیده شده بود: نشان دولتی جمهوری خودمختار سوسیالیستی شوروی تاجیکستان از داس (داس تاجیکی) و چکش طلایی تشکیل شده بود که به صورت ضربدری با دسته‌های رو به پایین قرار گرفته و بر روی یک ستاره پنج پر قرار داشت که در آسمان آبی با پرتوهای طلایی خورشید طلایی که از پشت کوه‌های پوشیده از برف طلوع می‌کرد، روشن شده بود. ستاره با تاجی از خوشه‌های گندم در سمت راست و شاخه پنبه با غوزه‌های باز در سمت چپ بر روی زمینه نارنجی احاطه شده بود. تاج در پایین با روبانی به رنگ قرمز (اسکارلت) پیچیده شده بود. زیر ستاره، نوشته‌ای به زبان روسی: «پرولتاریای همه کشورها، متحد شوید!» وجود داشت. در بالای ستاره، نوشته‌ای به زبان تاجیکی با خط فارسی و خط لاتین تاجیکی: «پرولتاری همه کشورها، متحد شوید!» وجود داشت. طرح داخلی نشان با روبان طلایی به شکل هلال با شاخه‌های رو به بالا احاطه شده بود. سه نوشته به ترتیب یکی زیر دیگری روی این روبان قرار داشتند: به خط فارسی، به خط لاتین تاجیکی و به زبان روسی: «جمهوری خودمختار سوسیالیستی شوروی تاجیکستان». هر سه این نوشته‌ها به صورت نیم دایره روی روبان طلایی به شکل هلال قرار داشتند.
|                                                                     |                                                             |
| نشان جمهوری خودمختار سوسیالیستی شوروی تاجیکستان در سال‌های ۱۹۲۴–۱۹۲۹ | نشان جمهوری خودمختار سوسیالیستی شوروی تاجیکستان در سال ۱۹۲۹ |